# Nový Jičín
Nový Jičín (del alemán: Neu Titschein) es una ciudad de la República Checa, capital del distrito del mismo nombre en la región (kraj) de Moravia-Silesia. A 1 de enero de 2013 su población era de 23 731 habitantes.
Además de la ciudad propiamente dicha pertenecen al municipio los núcleos de población de Bludovice, Kojetin, Loučka, Stranik y Žilina. Hasta el 1 de enero de 2011 se integraba también el actual municipio de Libhost', que se independizó en esa fecha, por decisión de su población en referéndum celebrado en abril del año anterior.
Durante el siglo XIX Nový Jičín gozó de renombre europeo por su fábrica de sombreros (J. Hückel's Söhne), que, tras sucesivas vicisitudes de nacionalización y privatización, sigue funcionando hoy en día, con la marca Tonak, constituyendo una de las principales empresas de la ciudad, junto con "Autopal", industria auxiliar del automóvil.

## Geografía e historia
Nový Jičín se sitúa a unos 34 km al sudoeste de Ostrava, a orillas del río Jíčínka, afluente del Óder.
La mención documental más antigua de la ciudad data de 1313, fecha en que el rey Juan de Luxemburgo le otorgó su primera carta foral, aunque hasta 1434 la ciudad permaneció bajo el dominio feudal de los señores de Kravar, pasando luego a los Zierotin, otra de las principales familias de la aristocracia morava. La ciudad solo adquirió su independencia en 1558, conprándosela a los Zierotin, lo que fue posible gracias a la prosperidad que experimentó la burguesía a lo largo del siglo XVI, basada en el auge del comercio y la industria (tejidos y cerveza). Por un breve tiempo, el "rey de invierno" Federico convirtió a Nový Jičín en una ciudad real, pero las perturbaciones del siglo XVII acabaron con su economía y con sus privilegios. Al ser una ciudad de predominio protestante, tuvo una participación destacada en la resistencia al catolicismo del emperador Fernando II de Habsburgo, quien castigó a la ciudad aboliendo su autonomía y entregándola en vasallaje a la Compañía de Jesús, situación que se mantuvo hasta la disolución de la orden en 1773. Nový Jičín solo recobraría su estatuto de ciudad libre en 1775, por disposición de la emperatriz María Teresa.
La importancia de la ciudad creció a partir de 1850, con la implantación de las autoridades del Estado moderno, convirtiéndose Nový Jičín en capital de distrito y sede de sus instituciones, lo que hizo de ella un centro administrativo, económico y cultural, favorecido por la llegada del ferrocarril. En esta época, la fábrica de sombreros J. Hückel's Söhne empleaba a 2 500 trabajadores. En 1879 se instaló una fábrica de lámparas para carro, origen de la actual Autopal.
Como parte de los Sudetes, la ciudad fue anexada al Tercer Reich a partir del 30 de septiembre de 1938, como capital del nuevo distrito de Neu Titschein. Tras la liberación por el Ejército Rojo el 6 de mayo de 1945, la población de origen alemán fue expulsada y reemplazada por colonos de lengua checa. La llegada de esta nueva población, unida a los daños de la Segunda Guerra Mundial, generó un agudo problema de vivienda, que se palió con la construcción masiva de viviendas prefabricadas en las afueras de la ciudad.

## Patrimonio histórico-artístico
El núcleo principal del patrimonio histórico-artístico de Nový Jičín se aglutina en la Plaza Masaryk, que constituye el centro neurálgico de la ciudad antigua, con sus soportales y edificios históricos, como la antigua casa de correos (Stará pošta), de 1563, con su doble logia renacentista. En el centro de la plaza se alza, como en tantas ciudades checas, la columna mariana, erigida en 1710, y que cumple el doble propósito de conmemorar el fin de la epidemia de peste y el triunfo de los católicos Habsburgo.
Destaca asimismo el zamek (castillo-palacio) de los Zeriotin, construido en estilo renacentista entre 1533 y 1558, aunque sufrió una reforma romántica a finales del siglo XIX, y que hoy es un museo. También son dignos de mención los restos de las murallas, del siglo XVI, que conservan aún un bastión, la iglesia barroca de la Asunción de la Virgen (kostel Nanebevzeti Panny Marie) y la iglesia de la Santísima Trinidad (kostel Nejsvětější Trojice), construida alrededor de 1500, aunque la torre se terminó a finales del siglo XVII.

## Galería

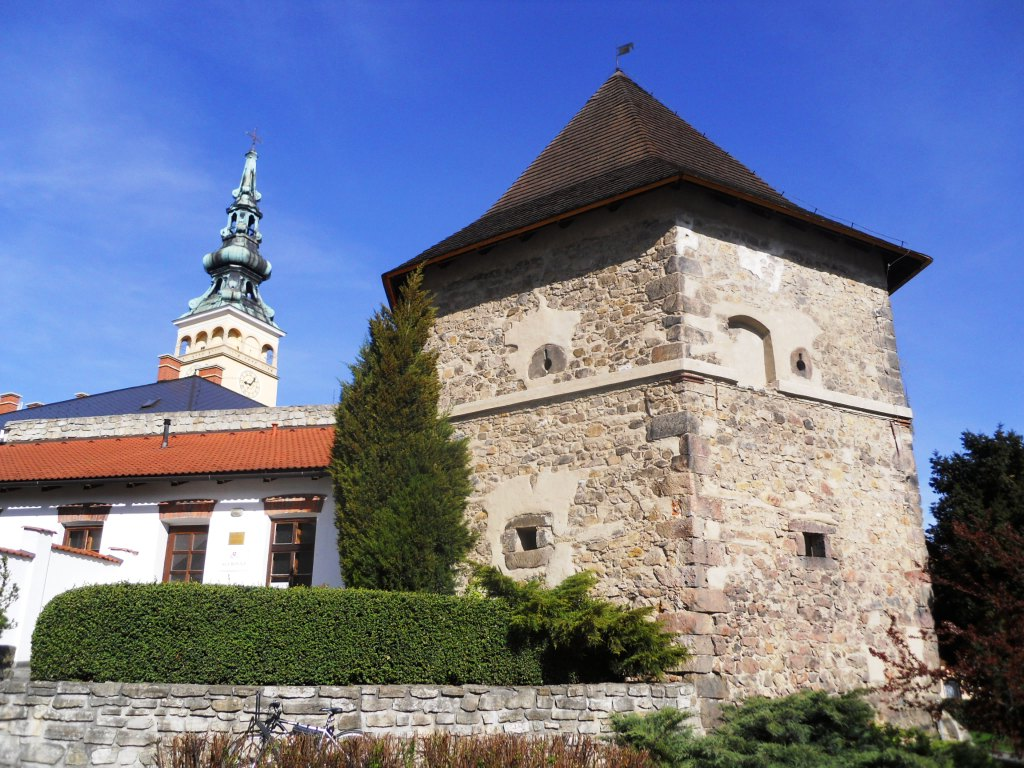
Antiguo bastión de la muralla (1613)
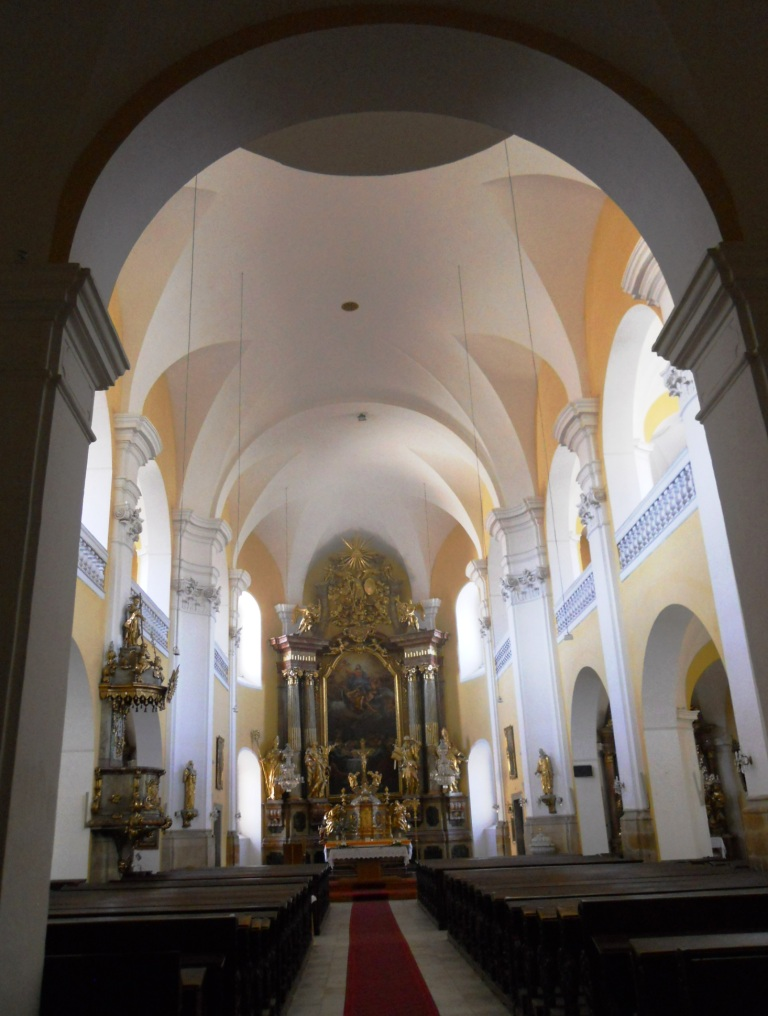
Iglesia de la Asunción
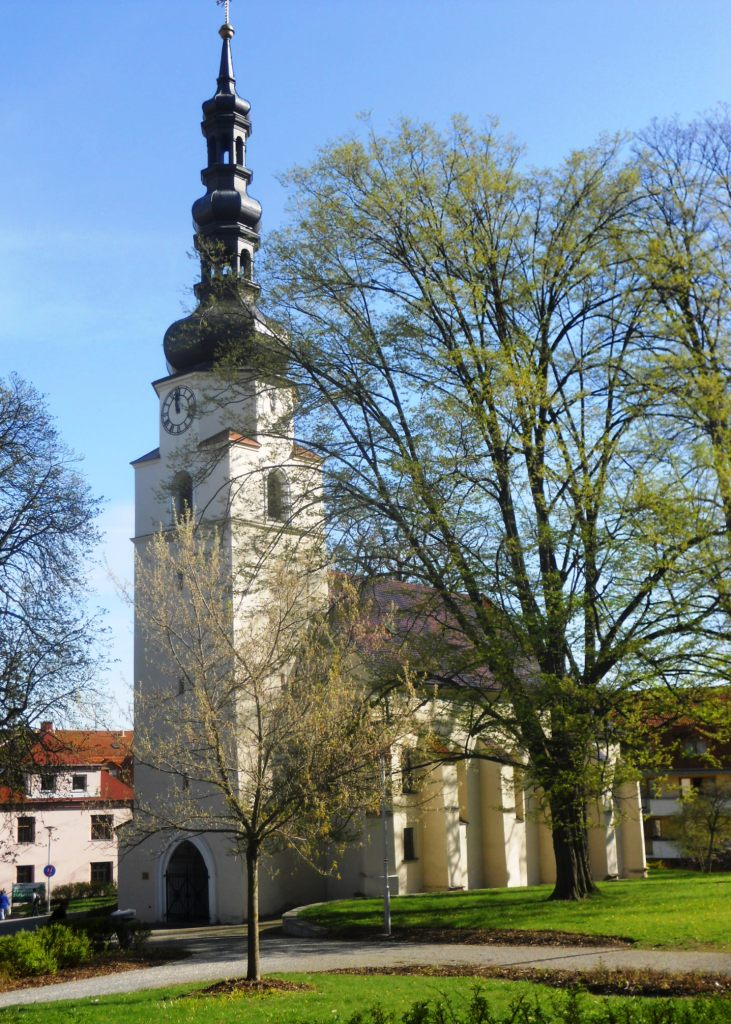
Iglesia de la Santísima Trinidad
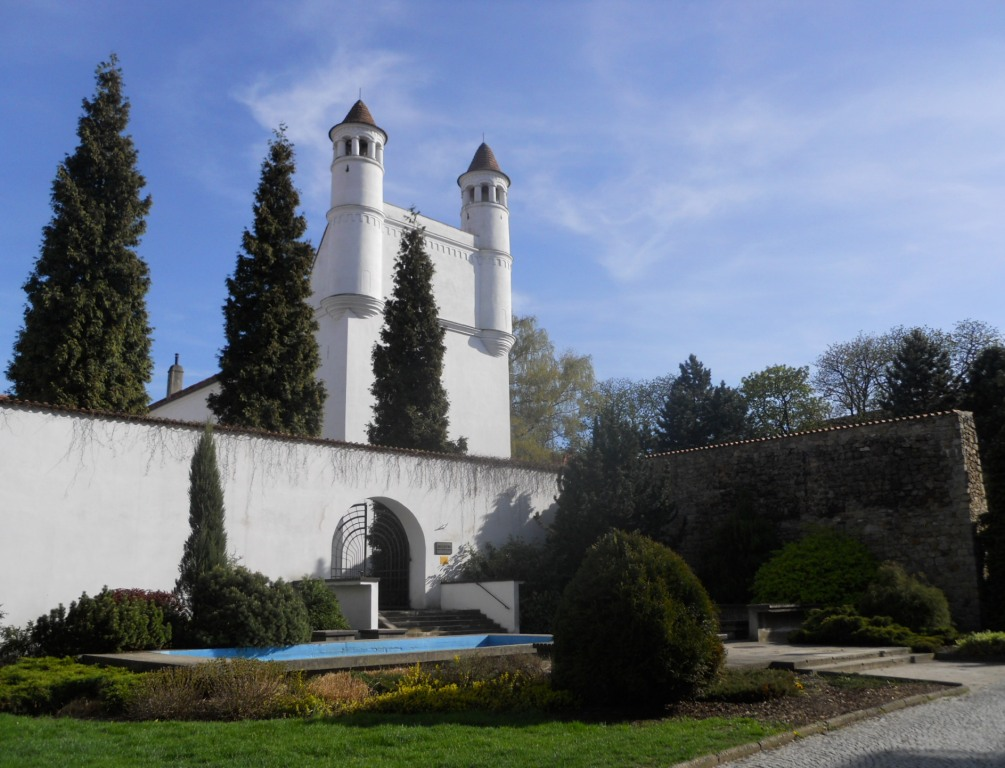
Castillo de los Zeriotin